# 쓰지도노
츠지도노(일본어: 辻殿 つじどの[*])는 가마쿠라 시대 전기의 무가 여성이다. 가마쿠라 막부 2대 쇼군 미나모토노 요리이에의 아내이다.

## 약력
아버지는 미카와 겐지의 아스케 시게나가이고, 어머니는 미나모토노 타메토모의 딸이다. 쇼지 2년 (1200년), 가마쿠라도노의 지위가 있던 미나모토노 요리이에의 차남 젠자이 (후의 쿠교)를 낳았다. 요리이에가 겐닌 3년 (1203년)에 쇼군직에서 쫓겨나고, 이듬해에 횡사하자, 젠자이는 후에 승려가 되기로 약속되었다. 젠자이는 겐랴쿠 원년 (1211년)에 약속대로 출가하지만, 츠지도노는 그 전년인 조겐 4년 (1210년) 7월 8일, 타이코 교유를 계사로 해서 출가했다.